# 예일 태도 변화 접근법
사회심리학에서 예일 태도 변화 접근법(Yale attitude change approach) 또는 예일 태도 변화 모델(Yale attitude change model)은 사람들이 설득력있는 메시지에 반응하여 태도를 바꿀 가능성이 가장 높은 조건에 대한 연구이다. 설득력있는 커뮤니케이션에 대한 이러한 접근 방식은 예일 대학의 칼 호블랜드(Carl Hovland)와 그의 동료들에 의해 처음 연구되었다.  이 접근 방식의 기본 모델은 "누가 누구에게 무엇을 말했는지"로 설명할 수 있다. 이것은 커뮤니케이션의 출처, 커뮤니케이션의 성격 및 청중의 성격으로 분석할 수 있게 한다. 이 접근 방식에 따르면 설득력있는 의사 소통(persuasive communication)의 각 구성 요소에 많은 요소가 영향을 미친다. 커뮤니케이터의 신뢰성과 매력(출처), 메시지의 질과 진실성(커뮤니케이션의 성격), 청중의 관심, 지능 및 연령 (청중의 성격)은 설득력있는 커뮤니케이션은 청중의 태도 변화에 영향을 미칠 수 있다고 알려져있다. 독립 변수에는 소스, 메시지, 매체 및 청중이 포함되며 종속 변수는 설득의 효과 (또는 영향)를 포함한다.

## 같이 보기
- 휴리스틱 이론
- 인지부조화 이론